# اندیس آنومالی لومیز
آنومالی لومیز یک اندیس فلزی است که در حوالی شهر خلخال استان گیلان قرار دارد و مادهٔ معدنی موجود در آن، طلا است.سنگ میزبان این اندیس کنگلومرا، سنگ آهک، ماسه سنگ، آندزیت پورفیری، آگلومرا و توف آندزیتی است  